# Судовий прецедент
Прецедент, судовий прецедент (лат. praecedens, род. відм. лат. praecedentis — те, що передує) — у системах загального права (англо-саксонських) є правилом, встановленим у попередній юридичній справі, яке є обов'язковим чи переконливим для суду при вирішенні подальших справ із подібними питаннями або фактами. Правові системи загального права надають великого значення вирішенню справ відповідно до послідовних принципових правил, щоб подібні життєві факти давали схожий і передбачуваний результат. Дотримання прецеденту є механізмом досягнення цієї мети. Принцип, за допомогою якого судочинство пов'язується з прецедентами, називають лат. «stare decisis».
Судова практика в юрисдикціях загального права, по суті, є сукупністю судових та інших юридичних рішень, які можна наводити надалі як прецеденти. У більшості країн, включаючи більшість європейських країн, цей термін застосовується до будь-якого набору правових рішень, які керуються попередніми рішеннями, наприклад, попередніми рішеннями урядових органів.
Суттєвим для розвитку прецедентної практики є публікація та впорядкування рішень для використання юристами, судами та широкою громадськістю у формі правових збірників (англ. Law report). Хоча всі рішення з цієї точки зору є прецедентними, деякі стають «провідними» або «орієнтирними рішеннями», які використовуються особливо часто.

## Принцип
Stare decisis — правовий принцип, за яким судді зобов'язані поважати прецедент, встановлений попередніми рішеннями. Ці слова походять з латинського вислову Stare decisis et non quieta movere: «стояти на вирішеному і не порушувати спокій». У правовому контексті це означає, що суди повинні дотримуватися прецеденту і не переглядати вирішені питання. Принцип можна розділити на два компоненти:
1. Рішення, винесене вищестоящим судом або тим самим судом у попередній справі, є обов'язковим прецедентом, якому повинен слідувати цей суд і всі нижчі суди.
2. Суд може скасувати власний прецедент, але повинен робити це лише в тому випадку, якщо є сильна підстава для цього, і навіть у цьому випадку слід керуватися загальними принципами судової системи.

Другий принцип, що стосується переконливого прецеденту, відображає широке загальне керівництво, яким суд керується при прийнятті своїх рішень.

### Судова практика в системах загального права
У традиції загального права суди визначають закон, який застосовується до справи, шляхом тлумачення статутів та застосування прецеденту, який фіксує, як і чому попередні справи вирішені. На відміну від більшості романо-германських правових систем, системи загального права керуються доктриною stare decisis, згідно з якою більшість судів пов'язані своїми попередніми рішеннями у подібних справах, і всі нижчі суди повинні приймати рішення відповідно до попередніх рішень вищих судів. До прикладу, в Англії Вищий (High Court) і Апеляційний (Appellate court) суди зв'язані своїми попередніми рішеннями, але Верховний Суд Сполученого Королівства може відхилятися від своїх попередніх рішень, хоча на практиці це рідко трапляється.
Взагалі, вищі суди не мають прямого нагляду за поточними процедурами в судах нижчих інстанцій, оскільки вони не можуть за власною ініціативою (sua sponte) скасовувати рішення судів нижчих інстанцій. Як правило, сторони можуть оскаржувати рішення (у тому числі на підставах, що чітко порушують встановлене прецедентне право) до вищих судів. Якщо суддя виступає проти прецеденту і справа не оскаржується, рішення залишиться в силі.

## Категорії та класифікації прецедентів

### Вертикальність
Як правило, судова система країни загального права складається зі звичайних судів, проміжних апеляційних судів та вищого суду. Нижчі суди ведуть практично всі судові процеси. Нижчі суди обов'язково повинні дотримуватися прецеденту, встановленого апеляційним судом у їх юрисдикції та всіх прецедентів верховного суду.
Апеляційний суд середньої ланки (штату), як правило, зобов'язаний керуватися рішеннями верховного суду цього штату.
Застосування доктрини stare decisis від вищого до нижчого суду іноді називається вертикальним stare decisis.

### Горизонтальність
Ідея про те, що суддя зобов'язаний (або, принаймні, повинен поважати) рішення попередніх суддів аналогічного чи координаційного рівня, називається горизонтальним stare decisis.
У системі федерального судочинства Сполучених Штатів проміжні апеляційні суди (United States courts of appeals) поділяються на тринадцять «округів», кожен з яких охоплює певний діапазон територій розміром від округу Колумбія до семи штатів. Кожна колегія суддів в апеляційному суді округу повинна виконувати попередні апеляційні рішення з того ж округу. Прецедент апеляційного суду Сполучених Штатів може бути скасований лише загальним засіданням всіх діючих суддів відповідного, чи Верховного, суду («en banc»), а не просто іншою колегією з трьох суддів.
Коли сам суд зв'язує себе прецедентом, таке застосування доктрини іноді називають горизонтальним stare decisis. Штат Нью-Йорк має аналогічну апеляційну структуру, оскільки вона поділяється на чотири апеляційні відділи під керівництвом остаточного апеляційного суду Нью-Йорка. Рішення одного апеляційного відділу не є обов'язковими для іншого, і в деяких випадках відомства значно різняться в тлумаченні закону.

### Федералізм: паралельні суди штатів та федеральні суди
У федеративних системах розподіл між федеральним правом і правовими системами штатів може призвести до складних взаємодій. У Сполучених Штатах суди штатів (State court (United States)) не вважаються нижчими за федеральні суди, а створюють паралельну судову систему.
Однак на практиці судді в одній системі майже завжди намагатимуться дотримуватися відповідної прецедентної практики в іншій системі, щоб запобігти розбіжності результатів та мінімізувати «зручну юрисдикцію» (Forum shopping) для певних категорій справ.

### Обов'язковий прецедент
Прецедент, якого обов'язково слід дотримуватися, відомий як обов'язковий прецедент (англ. binding precedent, metaphorically precedent, mandatory or binding authority тощо). Відповідно до доктрини stare decisis, нижчий суд повинен дотримуватися висновків щодо застосування закону, винесених вищими судами, які знаходяться в межах тих справ, які заслуховує суд. У судах штатів та федеральних судах США юрисдикція почасти географічно поділяється між місцевими судами, деякі з яких потрапляють на територію регіонального апеляційного суду. Всі апеляційні суди потрапляють до юрисдикції вищого суду (Верховного). За визначенням, рішення нижчих судів не є обов'язковими для вищих судів у системі, але й рішення апеляційних судів є обов'язковими тільки для місцевих судів свого округу. Крім того, суди повинні дотримуватися своїх власних позицій, висловлених раніше в інших справах, та дотримуватися рішень інших судів у спорах між сторонами, стосовно таких само фактів або подій, якщо тільки вони не мають сильної причини змінити ці рішення.
За законом обов'язковий прецедент є прецедентом, якого слід дотримуватися усім нижчим судам у рамках правових систем загального права. В англійському праві це, як правило, встановлюється рішенням вищого суду, наприклад, Верховного суду Сполученого Королівства, який перейняв судові функції Палати лордів у 2009 році.
У країнах романо-германської правової сім'ї (континентального права) та змішаних правових системах прецедент не є обов'язковим, але судова практика так чи інакше враховується судами.

### Переконливий прецедент
Переконливий прецедент (англ. Persuasive precedent, persuasive authority) — це прецедент або інше юридичне встановлення, яке не є обов'язковим прецедентом, але визнається корисним або доречним, і тому суддя може керуватися ним при прийнятті рішення у справі. Переконливими прецедентами є справи, вирішені нижчими, однорівневими судами, або вищими судами з інших географічних юрисдикцій; позиції, сформульовані в інших паралельних судових системах (наприклад, військові суди, адміністративні суди, суди етнічних меншостей, суди штатів відносно федеральних судів у США); авторитетні або догматичні твердження (лат. dictum), наукові трактати чи огляди академічного права, а в деяких виняткових випадках — судові справи інших держав, міжнародних судових органів тощо.
У справі, в якій ще не було прецеденту («справі першого враження») суди часто покладаються на переконливий прецедент судів інших юрисдикцій, які раніше займалися подібними питаннями. Переконливий прецедент може стати обов'язковим через його застосування вищим судом.

### Res judicata
Як тільки справа вирішена, той самий позивач не може знову подати позов проти того самого відповідача щодо якої-небудь претензії, яка випливає з тих самих фактів. Закон зобов'язує позивачів виносити всі питання на розгляд у єдиній справі, а не розбивати справу. Наприклад, у випадку ДТП позивач не може спочатку подати позов на майновий збиток, а потім на відшкодування ураження здоров'я в іншій справі. Це називається лат. res judicata, що означає «справа [вже] вирішена судом». Обмеження позову (англ. Claim preclusion) застосовується незалежно від того, чи позивач виграє або програє, навіть якщо в останній справі висувається інша юридична підстава, навіть якщо підстави другого позову невідомі на момент першої справи. Винятки є надзвичайно обмеженими, наприклад, якщо два позови про надання допомоги мають обов'язково бути подані в різні суди (наприклад, один може бути виключно федеральною юрисдикцією, а другий — виключно штату).

### Конфлікти прецедентів
Думки юристів можуть відрізнятися щодо багатьох питань. Коли двоє з цих людей є суддями, розбіжність між двома лініями прецедентів може бути вирішена наступним чином.
- Юрисдикційна розбіжність: різні географічні регіони або рівні федералізму. Якщо два суди перебувають у різних, паралельних юрисдикціях, конфлікту не існує і можуть мати місце дві лінії прецеденту. На суди в одній юрисдикції впливають рішення в інших, і, зокрема, кращі правила можуть бути прийняті з часом.
- Розбиття між різними сферами права. Суди намагаються сформулювати загальне право як «безшовну мережу», щоб принципи в одній сфері права застосовувались і до інших галузей. Проте рівномірно цей принцип не застосовується. Наприклад, термін може мати різні визначення в різних сферах права, або можуть застосовуватися різні правила, щоб питання мало різні відповіді в різних правових контекстах. Судді намагаються звести до мінімуму ці конфлікти, але вони виникають час від часу, і за принципами stare decisis можуть тривати деякий час.

## Роль прецедентного права в різних правових системах
Різні ролі судової практики в романо-германському праві та традиціях загального права створюють відмінності у способі прийняття судами рішень. Суди загального права детально роз'яснюють юридичне обґрунтування своїх рішень, містять цитати як законодавства, так і попередніх відповідних рішень, і — почасти — викладення більш широких правових принципів. Це називається лат. ratio decidendi і становить прецедент, обов'язковий для інших судів; подальші аналізи, які не обов'язково необхідні для визначення поточної справи, називаються лат. obiter dicta, які мають переконливі твердження, але не є технічно обов'язковими. Навпаки, рішення у континентальних правових системах, як правило, короткі, посилаються лише на закони. Причиною такої відмінності є те, що романо-германські юрисдикції застосовують законодавчий позитивізм — крайню форму юридичного позитивізму — яка вважає, що законодавство є єдиним дієвим джерелом права, оскільки воно демократично проголошене; отже, роль правосуддя не в тому, щоб створити закон, а скоріше, тлумачити та застосовувати закон, тому їх рішення повинні це відображати.

### Романо-германські системи
Stare decisis, як правило, не є доктриною, що використовується в континентальних системах, оскільки вона суперечить законодавчо-позитивістському принципу, згідно з яким лише з законодавства може утворюватися право. Замість цього романо-германські правові сім'ї спираються на доктрину jurisprudence constante, згідно з якою якщо суд вирішив послідовну лінію справ, які спираються на ті ж самі правові позиції та обґрунтовані міркування, то попередні рішення є дуже переконливими, але не визначають суть відповідного права. Ця доктрина схожа на stare decisis, оскільки передбачає, що рішення суду повинно приводити до однорідних і передбачуваних результатів. Теоретично, нижчі суди, як правило, не пов'язані прецедентами вищих судів. На практиці необхідність передбачуваності означає, що нижчі суди зазвичай керуються прецедентами вищих судів. Як наслідок, прецедент судів найвищої інстанції, таких як Касаційний суд Франції та Державна рада, визнається де-факто обов'язковим для нижчих судів.
В інших системах, таких як німецькомовні країни, ratio decidendi, як правило, набагато більш розвинене, ніж у Франції, і суди часто наводять посилання на попередні справи та доктринальні тлумачення. Проте деякі суди надають менше уваги конкретним фактам справи, ніж суди загального права, але більшу увагу приділяють оцінці різних доктринальних аргументів та обґрунтуванню правильності тлумачення закону.

### Змішані системи
Змішані системи північних країн іноді вважаються відгалуженнями романо-германських, але іноді розглядаються як окремі від континентальної традиції. Наприклад, у Швеції судова судова практика відіграє більш важливу роль. Два найвищих суди, Верховний суд (Högsta domstolen) та Вищий адміністративний суд (Högsta förvaltningsdomstolen) мають право встановлювати переконливі прецеденти щодо будь-якого майбутнього застосування закону. Апеляційні суди, як загальний (hovrätter), так і адміністративний (kammarrätter), також можуть виносити рішення, які діють як керівні вказівки щодо застосування закону, але ці рішення можуть бути скасовані вищими судами.
Деякі змішані системи, такі як шотландське право, південноафриканське право, а також право Квебеку та Луїзіани, не вписуються в дихотомію романо-германського/англо-сасконського права, оскільки вони містять риси обох. На такі системи, можливо, суттєво вплинула традиція загального права; однак їх приватне право міцно вкорінене в романо-германській традиції. Через свою позицію між двома основними системами права ці типи правових систем іноді називають «змішаними». Наприклад, суди в Луїзіані працюють як за stare decisis, так і за jurisprudence constante. У Південній Африці прецедент вищого суду є абсолютно чи повністю обов'язковим для нижчих судів, тоді як прецедент нижчих судів має лише переконливе значення у вищих судах; у горизонтальному вимірі прецедент ймовірно (prima facie) обов'язковий між судами.

## Судовий прецедент в Україні
Окремі автори вважають, що Україна рухається до прецедентної системи права. Проблемою є реєстрація рішень, адже в різних регіонах країни виносять абсолютно різні рішення з одного й того ж питання (Л. Бардаченко). Судові прецеденти виконують значну роль у правовому регулюванні, оскільки завдяки їм конкретизуються закони, заповнюються прогалини в праві. Такими прецедентами в Україні пропонується визнати рішення Конституційного Суду України та Верховного Суду.
Почасти обґрунтовується позиція, що судова практика вже є джерелом права (І. О. Турчак). Прихильники такого підходу вважають, що до числа судових актів, які містять нормативні приписи, можуть бути віднесені: рішення Конституційного Суду України; нормативні тлумачення Пленуму Верховного Суду України та вищих спеціалізованих судів; рішення судів загальної юрисдикції, що скасовують дію нормативних актів; рішення судів щодо аналогії закону та права, а також на основі норм права, що містять оціночні поняття; рішення Європейського суду з прав людини (Д. Кирилюк).
Олександр Святоцький вважає, що в Україні функціонують кілька різновидів прецедентів: висновки Верховного Суду, так звані «квазіпрецеденти», рішення Європейського суду з прав людини, що є класичним різновидом прецеденту, а також рішення Конституційного суду України, що є прецедентами тлумачення.

### Важливі рішення Верховного Суду США щодо прецедентного права
- Auto Equity Sales, Inc. v. Superior Court, 57 Cal. 2d 450 (1962).
- O'Gilvie v. United States, 519 U.S. 79, 84 (1996).
- State Oil Co. v. Khan, 93 F.3d 1358 (7th Cir. 1996).
- Central Green Co. v. United States, 531 U.S. 425 (2001), quoting Humphrey's Executor v. United States, 295 U. S. 602, 627 (1935).
- Allegheny General Hospital v. NLRB, 608 F.2d 965, 969-970 (3rd Cir. 1979) (footnote omitted), as quoted in United States Internal Revenue Serv. v. Osborne (In re Osborne), 76 F.3d 306, 96-1 U.S. Tax Cas. (CCH) paragr. 50,185 (9th Cir. 1996).
- People v. Leonard, 40 Cal. 4th 1370, 1416 (2007) (Ninth Circuit decisions do not bind Supreme Court of California).